# Nannoglanis fasciatus
Nannoglanis fasciatus är en fiskart som beskrevs av Boulenger, 1887. Nannoglanis fasciatus ingår i släktet Nannoglanis och familjen Heptapteridae. Inga underarter finns listade i Catalogue of Life.